# Gazprom Neft
Gazprom neft («Газпром нефть»), anciennement Sibneft («Сибнефть»), est l'une des principales compagnies pétrolières de Russie (en 2005 - 5e place dans le pays), fondée en 1995. Le siège social de Gazprom neft est situé à Omsk (transfert possible à Saint-Pétersbourg prochainement)[réf. nécessaire].

## Historique
Gazprom neft dispose de gisements dans la région de Iamalo-Nenets et en 2001 a commencé à produire dans la région d’Omsk à Krapivinskiy. Elle dispose aussi d’une licence pour exploiter des champs de gaz et de pétrole en Tchoukotka : Alagounnoïe, Telekoskoïe et Zapadno-Ozernoe. Elle possède la raffinerie d’Omsk depuis février 2002, une seconde à Moscou. Elle a extrait 33 millions de tonnes en 2005, 20,4 millions de tonnes de pétrole en 1995, 18,5 en 1996 et 26,3 millions de tonnes en 2002. En 2000 Sibneft a participé à l'appel d'offres concernant les gisements de la région Timan-Petchora. Elle a raffiné 15,8 millions de tonnes en 2002. Début octobre 2003, elle avait fusionné avec Ioukos, celle-ci rachetant 92 % des actions de celle-là. Mais l'arrestation de Mikhaïl Khodorkovski a fait échouer l'opération.
Depuis octobre 2005, le capital de Gazprom neft est partagé entre Gazprom (avec sa filiale Gazprom finance B.V.) (75,7 %), Ioukos (20 %) et les détenteurs minoritaires.
En 2005, la compagnie a extrait 33 millions de tonnes de pétrole et a affiché un chiffre d'affaires de 14,7 milliards de dollars.